# عبدالله بن وهب راسبی
عبدالله بن وهب راسبی از اولین بزرگان گروه خوارج بود و به علت سجده‌های زیادش، ملقب به ذوالثَفِنات (دارندهٔ پینه بر پیشانی) شده بود. در سال ۳۷ هجری/۶۵۸ میلادی، خوارج پس از آنکه از علی بن ابی‌طالب جدا شدند، وی را به خلافت منصوب کردند. وی در مه یا ژوئن همان سال در جنگ نهروان کشته شد.